# Menècrates (llibert)
Menècrates (en llatí Menecrates, en grec antic Μενεκράτης) era un llibert de Sext Pompeu.
Sext el va enviar amb el comandament d'una flota contra Calvisi Sabí, almirall d'Octavi August, la flota del qual anava manada pel llibert Menes, un antic llibert i general de Sext, l'any 38 aC). La batalla es va lliurar a Cumes i Menècrates va agafar avantatge per la maniobrabilitat de les seves naus, però ple de ràbia contra Menes, que havia traït al seu cap, va tirar el seu vaixells contra el de Menes, i encara que va resultar ferit greu, va continuar estimulant als seus homes i quan l'enemic estava a punt de capturar el seu vaixell es va tirar a la mar i va morir.